# カロル・ドビアシュ
カロル・ドビアシュ（Karol Dobiaš、1947年12月18日 -）は、スロバキア（旧チェコスロバキア）の元サッカー選手、サッカー指導者。ポジションはDF。

## 経歴
ドビアシュは地元のバニーク・ハンドロヴァーでサッカーを始めると、1965年にFCスパルタク・トルナヴァへ入団した。トルナヴァでは5度のチェコスロバキアリーグ優勝、3度のカップ優勝に貢献するなど選手生活において最も大きな成功を収めた。この活躍により1970年と1971年にチェコスロバキア年間最優秀選手賞を受賞した。1977年からはボヘミアン・プラハへ移籍。トルナヴァとプラハに在籍期間中にリーグ通算345試合に出場し20得点を記録した。1980年からはベルギーへ活躍の場を移し、KSCロケレンとヘント＝ゼーハーフェンに在籍し、1984年に現役を引退した。
チェコスロバキア代表としては、1970年のFIFAワールドカップ・メキシコ大会や1976年のUEFA欧州選手権に出場するなど、国際Aマッチ67試合に出場し5得点を記録した。1976年の欧州選手権決勝、対西ドイツ戦では前半25分に得点を決める活躍をみせ、同国の初優勝に貢献した。
現役引退後は指導者の道へ進み、ボヘミアン・プラハのユースチームで監督を務めた。幾つかのクラブを指揮した後に、1993年にスパルタ・プラハの監督に就任。1993-94シーズンにリーグ優勝に導いた。1995年にプラハのマイナーなクラブ、SKスパルタ・クルチーの監督を務めた後は、スパルタ・プラハのスカウトとして長年勤務をしていた。その後、2003年にボヘミアン・プラハのコーチに就任したが、2004年1月に契約を解除された。

## 個人タイトル
- チェコスロバキア年間最優秀選手賞：2回 (1970, 1971)